# Tunnel ferroviaire de Caluire
Pour les articles homonymes, voir Tunnel de Caluire.
Le tunnel ferroviaire de Caluire est un tunnel qui permet à la ligne de Collonges - Fontaines à Lyon-Guillotière de relier la vallée de la Saône à la plaine du Rhône au nord de Lyon, passant sous la colline sur laquelle est établie la commune de Caluire-et-Cuire.
Long de 2,4 kilomètres, il est situé entre un pont en treillis métallique sur la Saône côté ouest et la gare de jonction des lignes de Lyon à Bourg et de Lyon à Ambérieu, dans le quartier Saint-Clair, en bordure du Rhône, côté est.
Des travaux d'étanchéité sont menés par SNCF Réseau entre décembre 2018 et mars 2020, pour un montant total de 28 millions d'euros.